# Julliniemi
Julliniemi är en udde i Finland.   Den ligger i den ekonomiska regionen  Åbo ekonomiska region  och landskapet Egentliga Finland, i den sydvästra delen av landet, 170 km väster om huvudstaden Helsingfors. Julliniemi ligger på ön Rimito.
Terrängen inåt land är mycket platt. Havet är nära Julliniemi västerut. Runt Julliniemi är det glesbefolkat, med 14 invånare per kvadratkilometer. Närmaste större samhälle är Nådendal, 10,9 km öster om Julliniemi. 